# Casas Viejas, Querétaro Arteaga
Casas Viejas är en ort i Mexiko.   Den ligger i kommunen Pinal de Amoles och delstaten Querétaro Arteaga, i den centrala delen av landet, 190 km norr om huvudstaden Mexico City. Casas Viejas ligger 1 869 meter över havet och antalet invånare är 161.
Terrängen runt Casas Viejas är kuperad åt nordväst, men åt sydost är den bergig. Runt Casas Viejas är det ganska glesbefolkat, med 36 invånare per kvadratkilometer. Närmaste större samhälle är Jalpan, 13,6 km nordost om Casas Viejas. I omgivningarna runt Casas Viejas växer huvudsakligen savannskog.